# Melipotis nebulosa
Melipotis nebulosa là một loài bướm đêm trong họ Erebidae.